# Meanderi
Meanderi és un cràter sobre la superfície del planeta nan Ceres, situat amb el sistema de coordenades planetocèntriques a -34.5 ° de latitud nord i 202.28 ° de longitud est. Fa un diàmetre de 103 km. El nom va ser fet oficial per la UAI el 15 d'octubre del 2015 i fa referència a Meanderi, deessa del taro, canya de sucre i altres aliments de la cultura dels ngaing.